# UFC 20
UFC 20: Battle for the Gold（ユーエフシー・トゥエンティ：バトル・フォー・ザ・ゴールド）は、アメリカ合衆国の総合格闘技団体「UFC」の大会の一つ。1999年5月7日、アラバマ州バーミングハムのバウトウェル記念オーディトリアムで開催された。

## 大会概要
メインイベントのUFC世界ヘビー級王座決定戦では、ケビン・ランデルマンがバス・ルッテンを終始テイクダウンからパウンドを打ちつける一方的な展開であったが、2-1の物議を醸す判定勝ちでルッテンが第4代UFC世界ヘビー級王者となった。

## 試合結果
第1試合 ヘビー級 15分1R
○  ロン・ウォーターマン vs.  クリス・コンドー ×
1R 0:28 TKO（レフェリーストップ：グラウンドパンチ）
第2試合 ライト級 15分1R
○  ラバーン・クラーク vs.  ファビアノ・イハ ×
1R 1:31 TKO（ドクターストップ：カット）
第3試合 ライト級 15分1R
○  マーセロ・メロ vs.  デビッド・ロバーツ ×
1R 1:23 TKO（レフェリーストップ：グラウンドの肘打ち）
第4試合 ミドル級 15分1R
○  ヴァンダレイ・シウバ vs.  トニー・ペテーラ ×
1R 2:53 KO（右膝蹴り）
第5試合 ヘビー級 15分1R
○  ピート・ウィリアムス vs.  トラビス・フルトン ×
1R 6:28 アームロック
第6試合 ヘビー級 15分1R
○  ペドロ・ヒーゾ vs.  トレイ・テリグマン ×
1R 4:30 KO（右ストレート）
第7試合 UFC世界ヘビー級王座決定戦 21分1R
○  バス・ルッテン vs.  ケビン・ランデルマン ×
1R終了 判定2-1
※ルッテンが王座獲得に成功